# ويندي برايس
ويندي برايس (بالإنجليزية: Wendy Price)‏ هي لاعبة بولينغ بريطانية، ولدت في 6 مارس 1972 في Llandrindod Wells ‏ في المملكة المتحدة.

## روابط خارجية
- ويندي برايس على موقع اتحاد ألعاب الكومنولث (مؤرشف) (الإنجليزية)